# Cryphia barbaria
Cryphia barbaria är en fjärilsart som beskrevs av Karl Schawerda 1934. Cryphia barbaria ingår i släktet Cryphia och familjen nattflyn. Inga underarter finns listade i Catalogue of Life.